# Muriel Finley
Pour les articles homonymes, voir Finley et Finlay.
Murrel « Muriel » Finley ou Finely ou même Merle Finlay, née le 15 juin 1902, à Salmon, dans l'Idaho, et morte le 5 octobre 1975, à Kansas City, dans le Missouri, est une Ziegfeld Girl, mannequin et actrice de cinéma américaine, considérée à son époque comme « l'une des plus belles filles du monde ».

## Biographie
Murrel Finlay est la fille de Martin James Finley et Adelaïde Swartz.
Mannequin à San Francisco, Muriel Finley devient figurante à Hollywood. James Montgomery Flagg l'engage comme modèle et la persuade d'aller à New York.
À Broadway, Muriel Finley apparait dans les Ziegfeld Follies de 1927,,  et dans Whoopee! qui débute le 4 décembre 1928 avec Eddie Cantor au New Amsterdam Theatre,.
Après cela, elle revient  au cinéma et joue quelques petits rôles. Henry Clive, chargé par Florenz Ziegfeld de trouver « la plus belle blonde de Californie », choisit Muriel. Elle apparait dans les Ziegfeld Follies de 1929.
Elle sert de  modèle à Dean Cornwell pour les nouvelles peintures murales de la Los Angeles Memorial Library (Richard J. Riordan Central Library (en)).
Elle part à Medford, Oregon avec  sa mère malade.
De retour à Hollywood. Muriel est l'une des nombreuses artistes autour de Buddy Rogers dans Safety in Numbers.
En 1935, elle est membre du département artistique du magazine Cosmopolitan et s'installe à Kansas City avec son second époux.

## Cinéma
- 1930 : Sin Takes a Holiday de Paul Ludwig Stein, rôle de Ruth[10].
- 1930 : Whoopee ! de Thornton Freeland[11].
- 1930 : Safety in Numbers de Victor Schertzinger[4].

## Vie privée
Elle se marie en 1931 avec le directeur de la photographie américain, Edward Cronjager ; ils se séparent en 1932 et divorcent en 1933. En 1935, elle se marie à Dover (Missouri) avec l'ancien général américain Robert Dinwiddie Groves.

## Iconographie
En 1927, elle pose pour une publicité des cigarettes Lucky Strike avec les autres Ziegfeld Girls Blanche Satchel, Myrna Darby et Jean Ackerman.
Elle a été photographiée par Edward Steichen pour Vogue en 1928. 
Elle a été photographiée par Alfred Cheney Johnston qui a travaillé pour Florenz Ziegfeld pendant plus de quinze ans, prenant principalement des photographies publicitaires et promotionnelles des interprètes des Ziegfeld Follies,.
|  |
|  |

|  |
|  |

|  |
|  |